# Saison 2000-2001 du Cholet Basket
La saison 2000-2001 du Cholet Basket est la 26e saison de l'histoire du club des Mauges. Le club est engagé dans trois compétitions : la Pro A (14e participation au premier échelon national), la Coupe de France (13e participation) et la Coupe Korać (6e participation).

## Résumé de la saison
Le Cholet Basket aborde cette saison avec des bouleversements majeurs dans son effectif. La plupart des cadres quittent la Meilleraie en raison d'une moindre attractivité sportive et financière en vue de la saison à venir. Le CB, récent sortant de la prestigieuse Euroligue, s'apprête à disputer la modeste Coupe Korac qui ne se positionne qu'en troisième position dans la hiérarchie des compétitions européennes de clubs. Par ailleurs, Pitch, qui est le sponsor historique du club des Mauges, annonce son retrait. Ainsi, Fabien Dubos (EB Pau-Orthez), Cedric Miller (BCM Gravelines) et Maurice Smith (Strasbourg IG) s'en vont renforcer des concurrents de Pro A tandis que les Américains DeRon Hayes (Legend de l'Indiana) et Jarod Stevenson (Pride du Connecticut) retournent dans leur pays. Pour atteindre les play-off du championnat de France, on compte alors sur les jeunes Aymeric Jeanneau, Claude Marquis, David Gautier, Olivier Bardet et Stephen Brun auquel sont adjoints les expérimentés Rémi Rippert et Éric Micoud. Enfin la direction capitalise sur les arrivées de quatre américains: Danny Johnson, Bill Varner, Evric Gray et Brandon Brantley.
Les résultats déçoivent rapidement. Cholet est piteusement éliminé dès son entrée en compétition européenne par le Bree BBC et alterne victoires à domicile et défaites à l'extérieur dans les premiers mois du championnat. Le club des Mauges se permet même de devenir le premier adversaire à perdre contre la JL Bourg-en-Bresse qui n'avait jamais connu la Pro A auparavant. Devant les résultats en dents de scie, des renforts sont réclamés par les supporters et le staff technique dès le mois de février. Finalement, Josh Grant, Evric Gray et Corey Crowder intègrent l'effectif du Cholet Basket sans parvenir à redresser la situation: les Choletais terminent à la 9e position et se privent par la même occasion toute participation à une coupe d'Europe la saison suivante. Il s'agit de la 2e fois seulement en 14 ans que le CB échoue aux portes des play-off. Cette situation se perpétue en Coupe de France où après avoir disposé de Poissy et Saint-Quentin, Cholet s'incline en quart de finale contre la première équipe de Pro A rencontrée, Pau.

## Effectif et encadrement

### Organigramme
Le tableau ci-dessous présente l'organigramme du Cholet Basket pour la saison 2000-2001.
| Fonction                            | Nom |
| ----------------------------------- | --- |
| Président                           | Jean-Michel Lambert                                                                                                  |
| Directeur                           | Rémy Delpon |
| Membres du conseil d'administration | Patrice Braud Jean-Pierre Chaillou Patrick Chiron Jean-Paul Chupin Daniel Hay Alain Lafat Yves Rolland Yves Rongeard |
| Responsable de la communication     | Arnaud Chauviré |
| Intendance-speaker                  | Jamil Rouissi |
| Commercial-billetterie              | Morgan Senant |
| Assistante de direction             | Michèle Tharreau |

| Fonction                     | Nom                                |
| ---------------------------- | ---------------------------------- |
| Entraîneur                   | Éric Girard                        |
| Entraîneur-adjoint           | Jacky Périgois                     |
| Préparateur physique         | Nicolas Fonteneau                  |
| Kinésithérapeute             | Matthieu Chiron                    |
| Médecins généralistes        | Régis Guilloteau Léon-Marc Griffon |
| Responsable du staff médical | Jean-Jacques Gallouedec            |

### Transferts
| Nom              | Nationalité | Poste              | Provenance/Destination  | Division         |
| ---------------- | ----------- | ------------------ | ----------------------- | ---------------- |
| Arrivées         |             |                    |                         |                  |
| Bill Varner      | États-Unis  | Arrière            | Cocodrilos de Caracas   | LPB (D1)         |
| Dušan Bocevski   | Macédoine   | Pivot              | Hapoël Holon            | Ligat ha'Al (D1) |
| Danny Johnson    | États-Unis  | Ailier             | Swarm de Saint-Louis    | IBL              |
| Rémi Rippert     | France      | Ailier fort        | PSG Racing              | Pro A (D1)       |
| Brandon Brantley | États-Unis  | Pivot              | Greater London Leopards | BBL (D1)         |
| Départs          |             |                    |                         |                  |
| Éric Bilon       | France      | Intérieur, pivot   | Montpellier PB          | Pro A (D1)       |
| Pierre Brochard  | France      | Meneur             | Sablé Basket            | NM1 (D3)         |
| Fabien Dubos     | France      | Ailier fort, pivot | EB Pau-Orthez           | Pro A (D1)       |
| Narcisse Ewodo   | Cameroun    | Arrière, ailier    | Norrköping Dolphins     | Basketligan (D1) |
| DeRon Hayes      | États-Unis  | Ailier             | Legend de l'Indiana     | ABA              |
| Cedric Miller    | Bahamas     | Pivot              | BCM Gravelines          | Pro A (D1)       |
| Maurice Smith    | États-Unis  | Intérieur          | Strasbourg IG           | Pro A (D1)       |
| Jarod Stevenson  | États-Unis  | Ailier             | Pride du Connecticut    | CBA              |

| Nom                                                                        | Nationalité | Poste           | Provenance/Destination  | Division         |
| -------------------------------------------------------------------------- | ----------- | --------------- | ----------------------- | ---------------- |
| Arrivées                                                                   |             |                 |                         |                  |
| Josh Grant (en cours de saison avant le match contre LMSB en décembre)     | États-Unis  | Pivot           | Aris Salonique          | A1 Ethniki (D1)  |
| Evric Gray (en cours de saison avant le match contre l'ALME en décembre)   | États-Unis  | Ailier          | Gimnasia y Esgrima (CR) | LNB (D1)         |
| Corey Crowder (en cours de saison avant le match contre le PBR en février) | États-Unis  | Arrière, ailier | Hapoël Holon            | Ligat ha'Al (D1) |
| Départs                                                                    |             |                 |                         |                  |
| Evric Gray (en cours de saison après le match contre l'ALME en décembre)   | États-Unis  | Ailier          | Libertad Sunchales      | LNB (D1)         |
| Danny Johnson (en cours de saison avant e match contre LMSB en décembre)   | États-Unis  | Ailier          | ?                       | ?                |
| Dušan Bocevski (en cours de saison après le match contre LMSB en décembre) | Macédoine   | Pivot           | Montpellier PB          | Pro A (D1)       |

## Statistiques

### Statistiques collectives
| Compétition     | Débute au tour   | Termine       | Matches joués | Gagnés | Perdus | Points pour | Points contre | Différence |
| --------------- | ---------------- | ------------- | ------------- | ------ | ------ | ----------- | ------------- | ---------- |
| Pro A           |                  | 9e            | 30            | 14     | 16     | 2379        | 2343          | +36        |
| Coupe de France | 1/16es de finale | 1/4 de finale | 3             | 2      | 1      | 244         | 195           | +49        |
| Coupe Korać     | 2e tour          | 2e tour       | 2             | 1      | 1      | 161         | 171           | -10        |
| Total           | -                | -             | 35            | 17     | 18     | 2784        | 2709          | +75        |

### Statistiques individuelles
| Nat. | Joueur           | Match(s) | Min  | 2pts (%) | 3pts (%) | LF (%) | Rebonds | Rebonds | Rebonds | PD  | Int. | C   | BP  | F   | Points |
| Nat. | Joueur           | Match(s) | Min  | 2pts (%) | 3pts (%) | LF (%) | O       | D       | TRB     | PD  | Int. | C   | BP  | F   | Points |
| ---- | ---------------- | -------- | ---- | -------- | -------- | ------ | ------- | ------- | ------- | --- | ---- | --- | --- | --- | ------ |
|      | Olivier Bardet   | 12       | 04,5 | 37,5     | 33,3     | 77,8   | 0,1     | 0,5     | 0,6     | 0,0 | 0,2  | 0,1 | 0,2 | 0,3 | 02,1   |
|      | Aymeric Jeanneau | 28       | 19,1 | 51,1     | 31,8     | 75,0   | 0,4     | 1,0     | 1,4     | 3,6 | 1,0  | 0,1 | 1,9 | 2,6 | 05,8   |
|      | Éric Micoud      | 30       | 33,8 | 39,4     | 41,4     | 82,1   | 0,7     | 1,1     | 1,8     | 4,2 | 1,3  | 0,0 | 1,9 | 2,1 | 13,5   |
|      | Danny Johnson    | 09       | 32,0 | 53,3     | 14,8     | 75,0   | 1,2     | 3,3     | 4,5     | 3,7 | 1,7  | 0,4 | 2,1 | 2,2 | 13,9   |
|      | Corey Crowder    | 14       | 30,9 | 56,2     | 34,7     | 75,5   | 0,9     | 2,4     | 3,3     | 2,6 | 1,4  | 3,3 | 1,4 | 2,4 | 12,4   |
|      | Bill Varner      | 27       | 20,1 | 49,2     | 38,4     | 77,3   | 1,3     | 3,4     | 4,7     | 1,1 | 0,7  | 0,0 | 1,1 | 1,4 | 09,1   |
|      | Dušan Bocevski   | 10       | 24,1 | 40,0     | 25,0     | 72,4   | 1,2     | 3,0     | 4,2     | 1,5 | 0,9  | 0,2 | 2,3 | 4,2 | 08,7   |
|      | Josh Grant       | 18       | 30,8 | 48,9     | 26,7     | 85,7   | 1,5     | 5,3     | 6,8     | 4,1 | 2,2  | 0,3 | 2,6 | 3,2 | 11,7   |
|      | David Gautier    | 30       | 25,9 | 55,6     | 25,0     | 75,7   | 1,2     | 3,2     | 4,4     | 2,3 | 0,6  | 0,2 | 2,5 | 2,1 | 13,0   |
|      | Rémi Rippert     | 29       | 13,6 | 44,4     | 00,0     | 61,5   | 0,7     | 1,2     | 1,9     | 0,8 | 0,6  | 0,2 | 0,9 | 2,0 | 03,9   |
|      | Stephen Brun     | 03       | 02,3 | 00,0     | 00,0     | 0,0    | 0,0     | 0,3     | 0,3     | 0,3 | 0,3  | 0,3 | 1,0 | 1,0 | 00,0   |
|      | Claude Marquis   | 24       | 11,9 | 58,2     | 00,0     | 75,9   | 0,6     | 1,6     | 2,2     | 0,3 | 0,5  | 0,3 | 0,7 | 2,0 | 04,8   |
|      | Brandon Brantley | 30       | 30,3 | 56,3     | 00,0     | 85,5   | 3,0     | 4,5     | 7,5     | 1,5 | 0,5  | 0,5 | 2,1 | 3,4 | 10,9   |
|      | Evric Gray       | 01       | 02,0 | 00,0     | 100      | 0,0    | 0,0     | 0,0     | 0,0     | 1,0 | 0,0  | 0,0 | 0,0 | 0,0 | 03,0   |

## Aspects juridiques et économiques
Le cap des 1 500 abonnés est franchi la veille de la 1re journée de championnat (1 590). Le site internet www.cholet-basket.com ouvre le vendredi 1er décembre.
Avec 19 millions de francs, le CB possède le 7e budget français, loin derrière l'ASVEL Villeurbanne. Au départ budgété à 8,6 M, la part du sponsoring est finalement réhaussée à 9,5 M en cours de saison, plaçant le club des Mauges à la 3e position dans ce secteur (18 M pour l'ASVEL). Les sociétés Pasquier et Nicoll s'imposent comme des sponsors de premier plan, avec des contributions respectives de 3 et 1,5 M,. En fin de saison, le groupe Suez annonce qu'il augmente son mécénat envers le CB de 180 000 francs qui s'ajoutent au 70 000 francs déjà versés en début de saison.
En revanche, l'apport lié à la billetterie s'érode, s'établissant à 3,5 M contre 6 M six ans auparavant malgré une politique tarifaire attractive. Avec une 3 300 spectateurs de moyenne à mi-championnat, le Cholet Basket se classe en 7e position des meilleures affluences de Pro A, loin derrière Le Mans (5 500), Pau (5 250) et Nancy (5 112).

## Académie

### Encadrement
- Directeur du centre de formation:  Jacques Catel
- Préparateur physique:  Nicolas Fonteneau
- Entraîneur des espoirs:  Jean-François Martin
- Entraîneur des cadets:  Jérôme Navier